# نومهن
نومهن (بالفارسية: نومهن) هي قرية تقع في قسم بيزكي الريفي (مقاطعة تشناران) في إيران. يقدر عدد سكانها بـ 216 نسمة بحسب إحصاء 2016.